# Ayenia rotundifolia
Ayenia rotundifolia là một loài thực vật có hoa trong họ Cẩm quỳ. Loài này được Hemsl. mô tả khoa học đầu tiên năm 1878.